# المعهد العالي لحضارات الشرق الأدني القديم (جامعة الزقازيق)

## ماهية المعهد
- المعهد العالى لحضارات الشرق الأدنى القديم هو معهد للدراسات العليا تابع لجامعة الزقازيق بجمهورية مصر العربية، يقع في مدينة الزقازيق بشرق دلتا وادي النيل.
- يشترط لقيد الطالب أن يكون حاصلا على درجة الليسانس في الآداب من أقسام التاريخ، اللغات الشرقية، الآثار «شعبتي الآثار المصرية واليونانية والرومانية» بالإضافة إلى خريجي كلية الآثار «شعبتي الآثار المصرية والإسلامية» بتقدير جيد على الأقل.
- تقدم طلبات القيد في شهر سبتمبر من كل عام، ومدة القيد للحصول على درجة الماجستير ثلاث سنوات على الأقل من تاريخ موافقة مجلس المعهد منها سنتان للدراسة والثالثة لكتابة البحث تحت إشراف أحد أعضاء هيئة التدريس الذي يحق له الاشراف طبقا لقانون الجامعات، ويكون هذا البحث مكملا للدراسة للحصول على درجة الماجستير.
- يعقد امتحان الدراسة المقررة لدرجة الماجستير مرتين في العام خلال شهرى مايو وسبتمبر، وإذا رسب الطالب في مادة أو أكثر يؤدى الامتحان في جميع المواد بالدور الثانى مباشرة.
- يحرم الطالب من دخول الامتحان إذا لم يستوف نسبة الحضور المقررة وهي 70% من مجموع المحاضرات النظرية والتطبيقية، وان يجتاز الامتحانات المقررة بإجمالي مجموع لا يقل عن 70% .
- يشترط لتسجيل الطالب لدرجة الدكتوراه أن يكون حاصلا علي درجة الماجستير بتقدير جيد علي الأقل.
- يقوم الطالب ببحث مبتكر في موضوع يقره مجلس المعهد بناء على اقتراح مجلس القسم وموافقة الجامعة لمدة سنتين على الأقل من تاريخ موافقة مجلس المعهد على تسجيل الموضوع.
- مدة القيد للحصول على درجة الدكتوراه خمس سنوات ويجوز منح الطالب مدة استثنائية لا تزيد عن عامين بناء على تقرير المشرف وموافقة مجلس القسم المختص.

## أهمية المعهد
- يعد المعهد العالى لحضارات الشرق الأدنى القديم من المعاهد العلمية الفريدة ليس على المستوى مصر فحسب بل على مستوى منطقة الشرق الأوسط، وهو يهتم بقراءة تاريخ تلك المنطقة التي كانت مهبطا للديانات السماوية والتي شهدت أقدم الحضارات الإنسانية في تاريخ العالم القديم.
- يضم المعهد متحفا يعتبر من أفضل المتاحف الاكاديمية، ويضم بين جنباته أكثر من 2500 اثراً بعضها يعتبر من الآثار النادرة التي تم استخراجها من خلال ذلك المشروع الطموح الذي قامت به جامعة الزقازيق، وهو مشروع الحفائر الأثرية في منطقة تل بسطة (بر- باست) منذ عام 1978 م والذي استمر حتى عام 1998 م بالإضافة إلى منطقة كفور نجم – مركز الإبراهيمية بمحافظة الشرقية منذ عام 1984م.
- نأمل من الله العلى القدير أن تؤدى الدراسة في هذا المعهد إلى زيادة الروابط والتآخى بين شعوب المنطقة، وأن نضيف خطوة تلو الخطوة على الطريق الحضارى الذي انتهجته وتنتهجه مصر على مدى العصور كدولة رائدة في دفع عجلة التطور الإنساني والحضاري.

## رسالة المعهد
- معهد مصري حكومي يتفرد في التعليم والبحوث الأكاديمية المبتكرة لحضارات الشرق الأدنى القديم، والخدمات المجتمعية الحضارية، والتنمية المتواصلة للموارد البشرية في اطار الجودة والاستقلالية والقيم الأخلاقية.

## رؤية المعهد
- يتطلع المعهد إلى أن يصبح معهداً معتمداً، ومشهوداً له بالتميز في التعليم والبحث العلمى في حضارات الشرق الأدنى القديم، والتنمية المجتمعية الحضارية المستدامة.

## أهداف المعهد
- خريج متميز وفعال قادر على المنافسة في سوق العمل.
- المساهمة في خدمة المجتمع وتنمية البيئة.
- إجراء بحوث أكاديمية متميزة.
- عضو هيئة تدريس متميز علمياً وخلقياً.
- توفير مناخ علمى يحقق المستوى القياسى في الأداء.

## أقسام المعهد
تم إنشاء المعهد طبقا للقرار الوزارى رقم (891) بتاريخ 21/8/1988 بثلاثة أقسام هي:
- قسم بلاد مابين النهرين وإيران.
- قسم شبة الجزيرة العربية.
- قسم بلاد الشام والأناضول.

وتم إضافة قسم رابع طبقا للقرار الوزارى رقم (975) بتاريخ 6/9/1989وهو.
- قسم الحضارة المصرية القديمة.

## اللائحة الداخلية
طبقا للقرار الوزاري رقم (156) بتاريخ 6/3/1991، تم إضافة تعديلات باللائحة الداخلية بالمادة (3) وذلك بإضافة تطبيقات عملية إلى بعض المقررات الدراسية والخاصة بالفرقتين الأولى والثانية – ماجستير.

## الدراسة بالمعهد
```
أولاً: شروط القبول
```

- يقبل المعهد الطلاب الحاصلين على درجة الليسانس في الآداب من أقسام التاريخ واللغات الشرقية والآثار (شعبتى الآثار المصرية واليونانية والرومانية) وخريجى كلية الآثار شعبتى الآثار المصرية الإسلامية بتقدير جيد على الأقل للتسجيل للدراسات العليا لدرجتى الماجستير والدكتوراه في مجال حضارات الشرق الأدنى القديم والحضارة المصرية.

```
ثانياً: مدة التسجيل
```

- بالنسبة للطلاب المقبولين للحصول على درجة الماجستير يقوم الطالب بدراسة الطالب عامين كاملين بالقسم المسجل به وبعد اجتيازه للمقررات الدراسية للفرقتين الأولى والثانية يصبح مؤهلا للتسجيل الماجستير.
- مدة التسجيل لدرجة الماجستير ثلاث سنوات منها عامين دراسيين للدراسة المذكورة، وعام لكتابة البحث كحد أدنى تحت إشراف أحد أعضاء هيئة التدريس الذي يحق له الإشراف طبقا لقانون الجامعات. ويكون هذا البحث مكملا للدراسة للحصول على درجة الماجستير.
- بعد حصول الطالب على درجة الماجستير بتقدير «جيد» على يكون من حقه التسجيل لدرجة الدكتوراه.
- مدة التسجيل لدرجة الدكتوراه عامين من تاريخ التسجيل كحد أدنى ويكون التسجيل في نفس القسم الذي حصل منه على درجة الماجستير.

## الدرجات العلمية
- تمنح جامعة الزقازيق بناء على اقتراح مجلس المعهد درجتي:
- الماجستير في حضارات الشرق الأدنى القديم.
- الدكتوراه في حضارات الشرق الأدنى القديم.

## طبيعة الدراسة بالمعهد
- الدراسة بالمعهد دراسات عليا أكاديمية منها جانب نظرى والآخر عملى لإعداد الدارس بالمعهد إعدادا أثريا وحضاريا وفق لأحدث المفاهيم العلمية في علوم آثار الشرق الأدنى القديم والعلوم المساعدة لها.
- يدرس الطالب في العامين التمهيديين لغات قديمة طبقاً للقسم المسجل فيه، بالإضافة للغة العربية ولغة من اللغات الأوربية الحديثة. وتعد الرسالة باللغة العربية أو بلغة أوربية بناء على موافقات التسجيل.

## نظم الامتحانات
-يعقد امتحان الدراسة المقررة للفرقتين الأولى والثانية لدرجة الماجستير مرتين في العام: الدور الأول في شهر مايو والثانى في شهر سبتمبر.
-في حالة رسوب الطالب في مادة أو أكثر يؤدى الامتحان في جميع المواد في الدور الثانى مباشرة.
-يحرم الطالب من دخول الامتحان إذا لم يستوف نسبة الحضور المقررة 70% من مجموع المحاضرات النظرية والتطبيقية.

## العمداء والمشرفون السابقين
- الأستاذ الدكتور / محمد إبراهيم بكر (مؤسس المعهد) من 16/11/1988 حتى 5/3/1996
- الأستاذ الدكتور / محمد أمين عامر (مشرفاً) من 6/3/1996 حتى 4/9/2000
- الأستاذ الدكتور / سهير سيد أحمد منتصر (مشرفاً) من 5/9/2000 حتى 29/7/2008
- الأستاذ الدكتور / طارق يوسف جعفر (مشرفاً) من 30/7/2008 حتى 11/4/2009
- الأستاذ الدكتور / محمود عمر محمد محمد سليم (مشرفاً) من 12/4/2009 حتى 11/4/2012
- الأستاذ الدكتور / عبد العزيز امين عبد العزيز إبراهيم عبد الله